# Verallia Deutschland
Die Verallia Deutschland AG ist ein deutscher Hersteller von Glasprodukten für den Lebensmittelbereich mit Hauptsitz in Bad Wurzach.

## Unternehmen

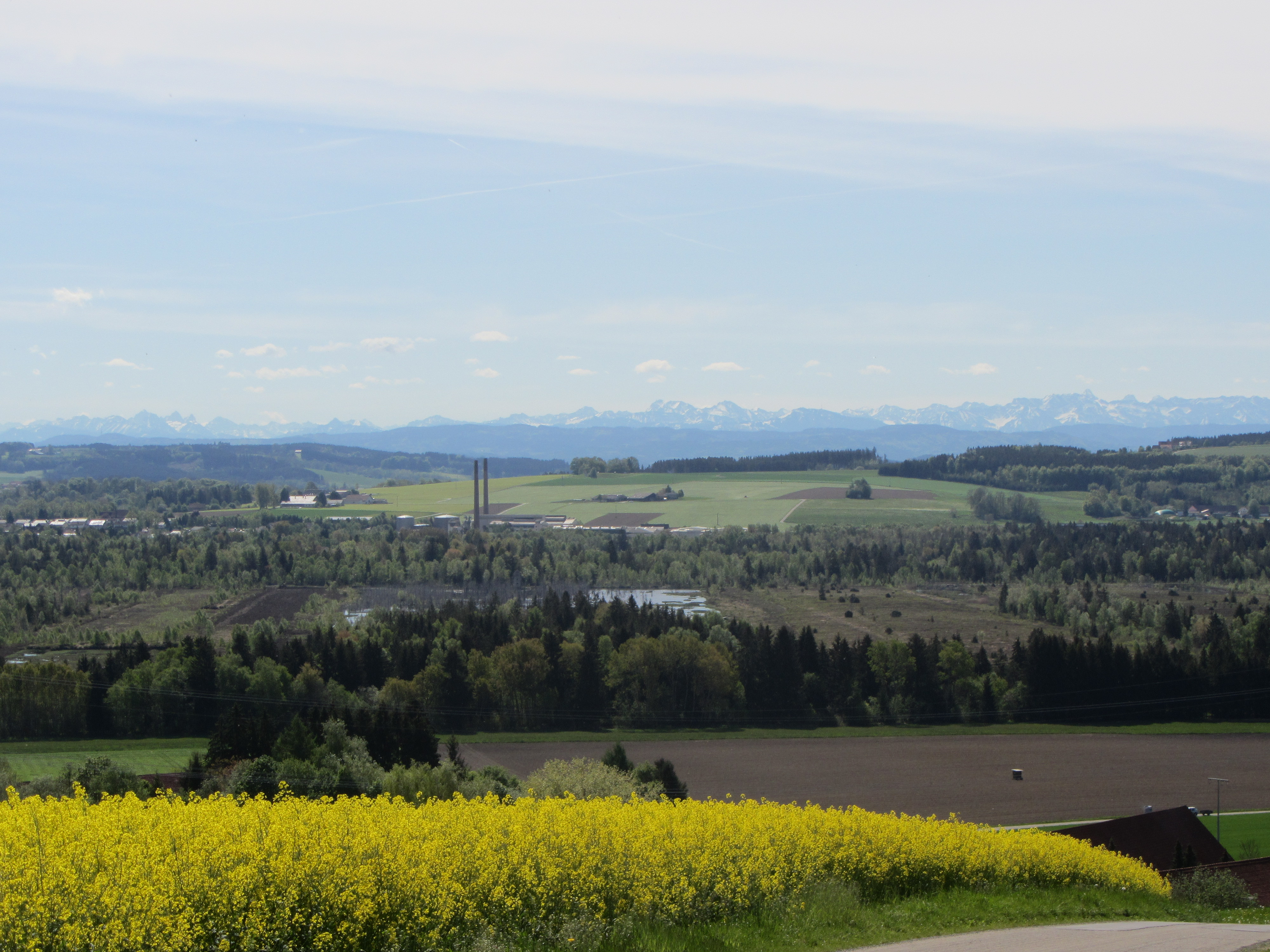
Blick von der Grabener Höhe auf Oberland Glas (2012)

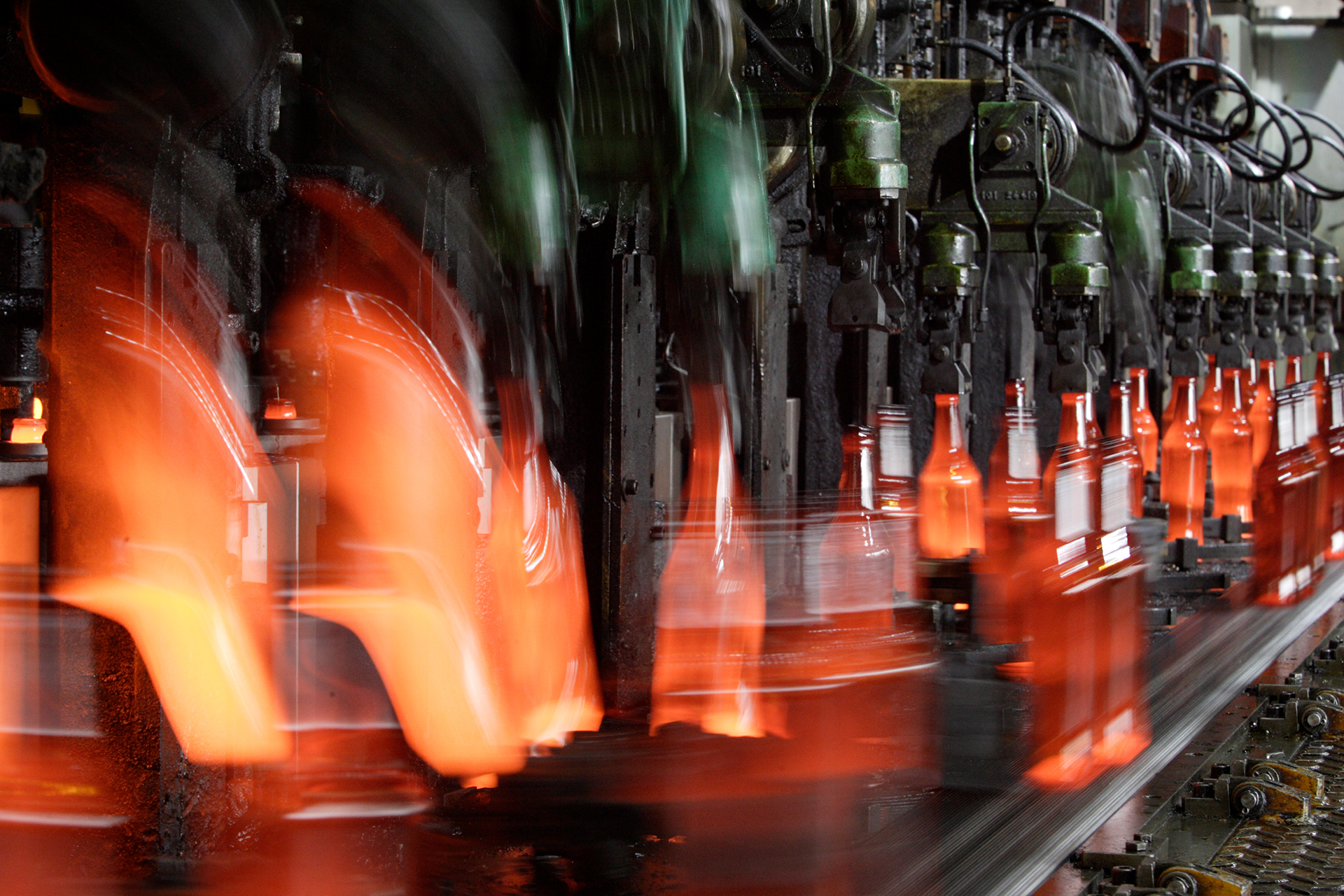
Glasflaschenproduktion

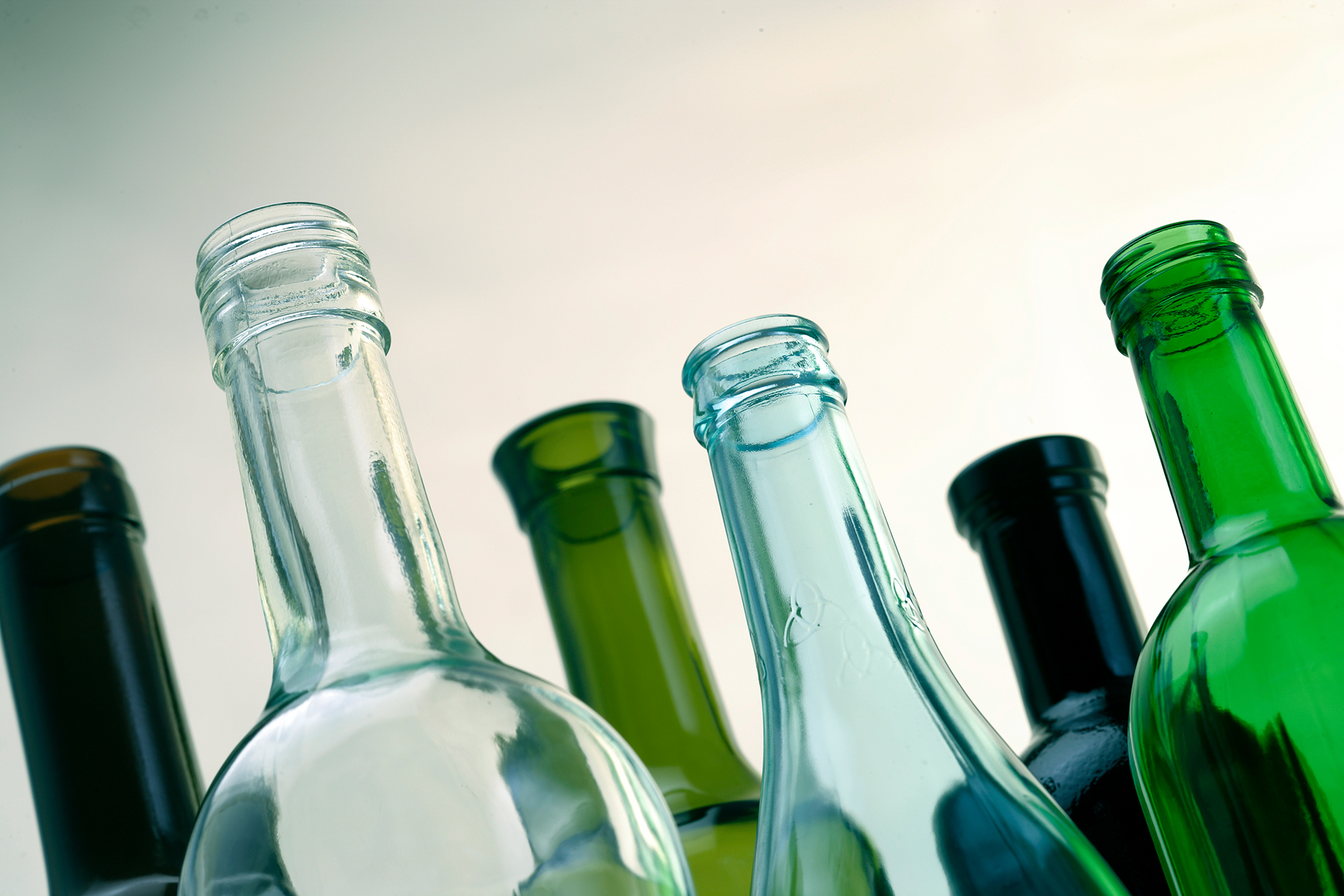
Fertiges Produkt

Das Unternehmen ist eine börsennotierte Aktiengesellschaft nach deutschem Aktienrecht, die im General Standard gelistet ist und am Regulierten Markt in Frankfurt, Berlin, Düsseldorf, Stuttgart und München gehandelt wird. Das Unternehmen produziert Flaschen und Gläser für alle Getränkearten sowie Nahrungs- und Genussmittel – von 100 ml bis 5 l – in standardisierten Formen und nach spezifischen Kundenwünschen für den Recycling-Einweg- oder den Mehrwegeinsatz. Verallia Deutschland beschäftigt etwa 1400 Mitarbeiter an den vier Produktionsstandorten in Bad Wurzach, Neuburg an der Donau, Essen und Wirges. Weitere Standorte sind die Werke in Osteuropa: Kavminsteklo in Mineralnyje Wody und Kamyshinsky Steklotarny Zawod in Kamyshin bei Wolgograd in Russland sowie das Werk Zorya in Rivne, Ukraine, das seit September 2019 als Private JSC Verallia Ukraine firmiert. Verallia Deutschland gehört zur international agierenden Verallia-Gruppe.

## Geschichte
Im Jahre 1946 wurde in Bad Wurzach die Oberland Glas GmbH gegründet. Die Idee war, den direkt neben der Fabrik vorhandenen Torf zu verkoken und mit diesem Gas die Schmelzwannen für die Glasherstellung zu beheizen. 1956 übernahm Harry Wiegand das Werk und baute die noch eher manuell orientierte Produktion zu einem vollautomatisierten Industrieunternehmen aus, mit dem Ziel, Massenproduktion auf Qualitätsniveau zu erreichen. 1983 wurde das Glaswerk in Neuburg an der Donau übernommen. 1986 erfolgte die Börseneinführung der Oberland Glas AG. 1988 übernahm Oberland Glas die Ruhrglas GmbH in Essen und die Westerwald AG in Wirges. Damit begann auch eine sich langsam steigernde Kapitalbeteiligung der Compagnie de Saint-Gobain. 1991 übernahm Saint-Gobain die Kapitalmehrheit von 60 %. 1997 erfolgte eine Konzentration auf das eigentliche Kerngeschäft Behälterglas sowie die Veräußerung der RKL Ruhr Kristall Glas AG, Essen, an Bormioli S.p.A.
2000 erfolgte die Umfirmierung in Saint-Gobain Oberland AG. 2001 wurde eine 35%ige Beteiligung an ISI-Zhanjiang, China, erworben, die aber 2006 veräußert wurde. 2004 begann ein erstes unternehmerisches Engagement in Russland durch eine Beteiligung an der Glashütte Kavminsteklo ZAO. 2005 wurde die Glassteinsparte verkauft und 79,7 % an der ukrainischen Glashütte Consumers-Sklo-Zorya erworben. 2008 wurden mehr als 90 % der Anteile an der Glasfabrik ZAO Kamyshinsky Steklozarny Zawod in Kamyshin, Russland, übernommen. Im Jahr 2009 wurden weitere Minderheitenanteile von Saint-Gobain Kavminsteklo erworben: die Beteiligung an dem russischen Unternehmen wurde von 89,9 % auf 94,3 % weiter aufgestockt.
2010 wurde die Glasverpackungssparte von Saint-Gobain unter der Marke Verallia für eine einheitliche Identität auf dem internationalen Markt eingeführt. 2015 trennte sich Saint-Gobain von seiner Verpackungssparte Verallia. Käufer war Apollo Global Management. Im Jahr 2016 wurde Saint-Gobain Oberland in Verallia Deutschland AG umbenannt.

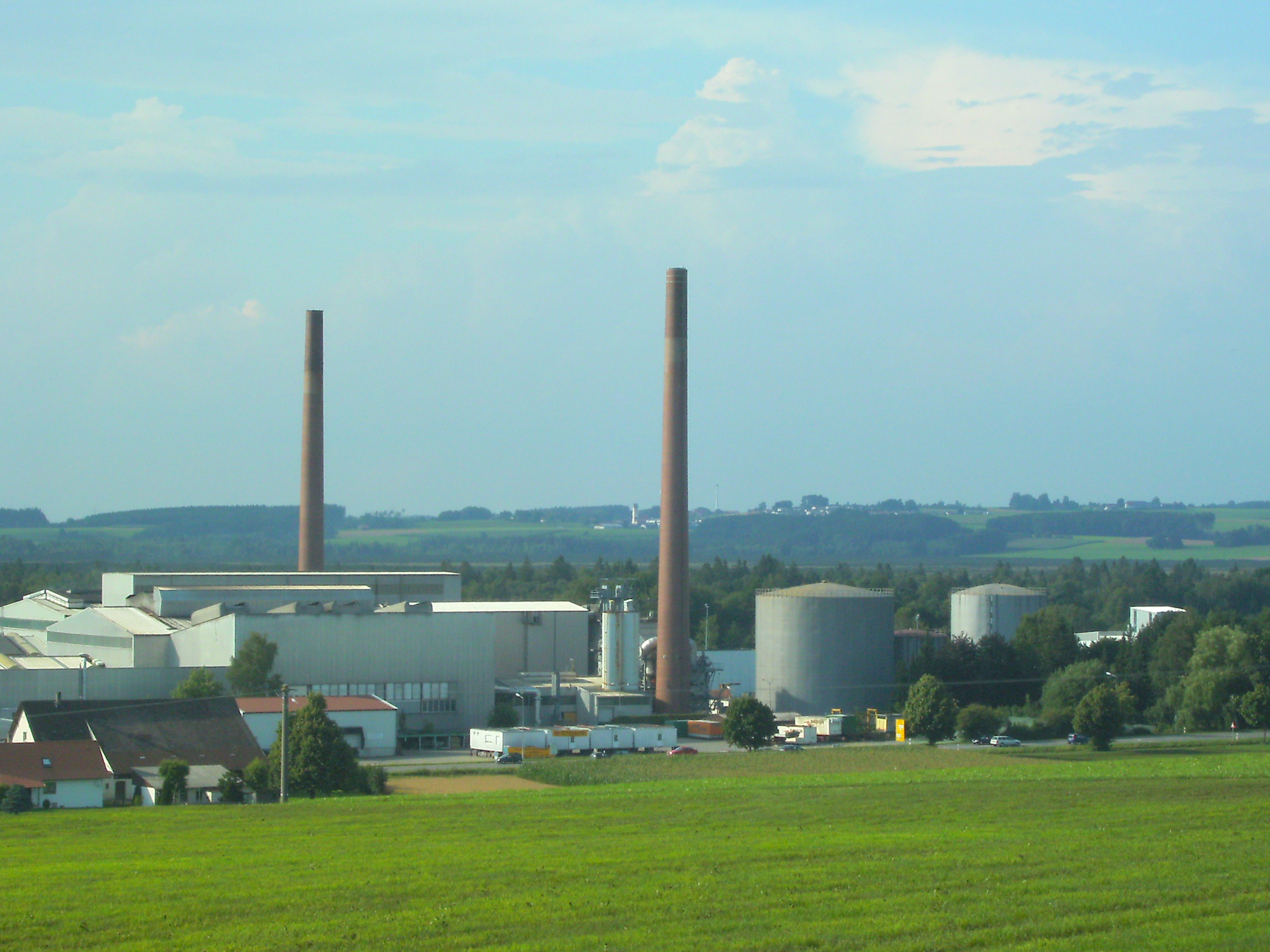
Stammwerk Bad Wurzach
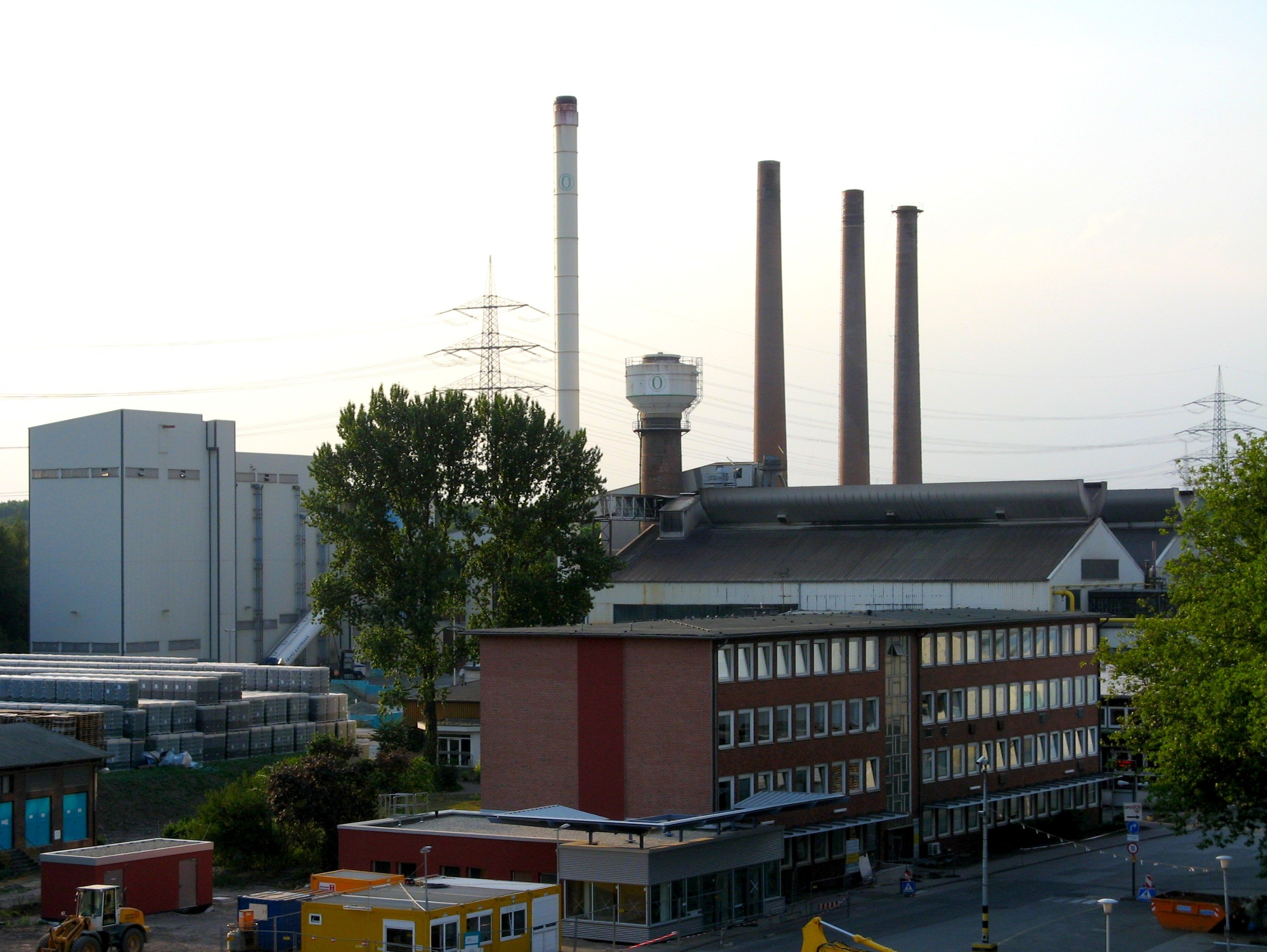
Werk Essen
Glasmarke Oberland Glas
Glasmarke Ruhrglas
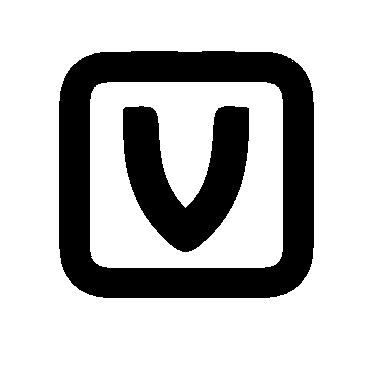
Neue Glasmarke von Verallia (alle Werke ab 2019)

## Produkte

### Deutschland
In Deutschland werden Flaschen und Gläser produziert, mit denen die Hersteller der Getränke- als auch Nahrungsmittelindustrie im In- und angrenzenden Ausland beliefert werden. Das Produktportfolio von Verallia Deutschland umfasst die Getränkebereiche Wein/Sekt, Bier, alkoholfreie Getränke und Spirituosen sowie das Segment Lebensmittel. Die Produktion von Verallia Deutschland ist ganzjährig in Betrieb.

### Osteuropa
JSC Kamyshinsky Steklotarny Zawod in Russland ist auf die Produktion von Weißglas- und Weitmundgläsern spezialisiert. Das Hauptaugenmerk liegt dort auf der Fertigung individueller Kundenaufträge. Die Hauptkunden von JSC Kamyshinsky Steklotarny Zawod sind sowohl Händler von Glasbehältern für die Lebensmittelindustrie als auch nationale Direktkunden und multinationale Kunden.
JSC Kavmisteklo ist ein Glashersteller für hauptsächlich im Süden von Russland und in angrenzenden Staaten angesiedelte Betreiber großer Wasserquellen und Weinberge für die Wein- und Sektproduktion. Die Produktion umfasst Grün-, Weiß- und Olivglas für sämtliche Glaserzeugnisse.
Private JSC Verallia Ukraine mit Sitz in Rivne Oblast, Ukraine produziert Weißglasflaschen und -gläser überwiegend für das gehobene Marktsegment. Das Werk in Zorya beliefert Großkunden in der Ukraine sowie im Exportmarkt.